# Diocesi di Keetmanshoop
La diocesi di Keetmanshoop (in latino Dioecesis Keetmanshoopensis) è una sede della Chiesa cattolica in Namibia suffraganea dell'arcidiocesi di Windhoek. Nel 2023 contava 49.000 battezzati su 187.000 abitanti. È retta dal vescovo Willem Christiaans, O.S.F.S.

## Territorio
La diocesi occupa approssimativamente il terzo più meridionale della Namibia.
Sede vescovile è la città di Keetmanshoop, dove si trova la cattedrale di Santo Stanislao Kostka.
Il territorio si estende su 264.110 km² ed è suddiviso in 9 parrocchie.

## Storia
La prefettura apostolica del Gran Namaqualand (Magni Namaqueland, in latino) è stata eretta il 7 luglio 1909 con il decreto In generalibus comitiis della Congregazione di Propaganda Fide, ricavandone il territorio dal vicariato apostolico di Orange River (oggi diocesi di Keimoes-Upington).
Il 15 luglio 1930 la prefettura apostolica fu elevata a vicariato apostolico con il breve Supremi munus di papa Pio XI.
Il 3 gennaio 1949 assunse il nome di vicariato apostolico di Keetmanshoop.
Il 14 marzo 1994 il vicariato apostolico è stato elevato a diocesi con la bolla Qui suo di papa Giovanni Paolo II.

## Cronotassi dei vescovi
Si omettono i periodi di sede vacante non superiori ai 2 anni o non storicamente accertati.
- Stanislaus von Krolikowski, O.S.F.S. † (1910 - 21 gennaio 1923 deceduto)
- Mattias Eder, O.S.F.S. † (16 marzo 1923 - 1930 dimesso)
- Joseph Klemann, O.S.F.S. † (24 febbraio 1931 - 10 novembre 1942 dimesso)
- John Francis Eich, O.S.F.S. † (10 novembre 1942 succeduto - 4 febbraio 1947 deceduto)
- Francis Xavier Esser, O.S.F.S. † (13 gennaio 1949 - 9 giugno 1955 nominato vescovo coadiutore di Keimoes-Upington)
- Edward Francis Joseph Schlotterback, O.S.F.S. † (24 marzo 1956 - 2 ottobre 1989 ritirato)
  - Sede vacante (1989-1993)
- Anthony Chiminello, O.S.F.S. † (28 maggio 1993 - 23 novembre 2002 deceduto)
  - Sede vacante (2002-2007)
- Phillip Pöllitzer, O.M.I. (31 maggio 2007 - 21 luglio 2017 ritirato)
- Willem Christiaans, O.S.F.S., dal 7 febbraio 2018

## Statistiche
La diocesi nel 2023 su una popolazione di 187.000 persone contava 49.000 battezzati, corrispondenti al 26,2% del totale.
| anno | popolazione | popolazione | popolazione | presbiteri | presbiteri | presbiteri | presbiteri                | diaconi | religiosi | religiosi | parrocchie |
| anno | battezzati  | totale      | %           | numero     | secolari   | regolari   | battezzati per presbitero | diaconi | uomini    | donne     | parrocchie |
| ---- | ----------- | ----------- | ----------- | ---------- | ---------- | ---------- | ------------------------- | ------- | --------- | --------- | ---------- |
| 1950 | 9.385       | 58.000      | 16,2        | 20         | 1          | 19         | 469                       |         | 23        | 63        | 21         |
| 1970 | 18.011      | 81.144      | 22,2        | 26         |            | 26         | 692                       |         | 35        | 84        |            |
| 1980 | 24.100      | 109.700     | 22,0        | 26         | 1          | 25         | 926                       | 7       | 37        | 59        | 22         |
| 1990 | 30.502      | 162.000     | 18,8        | 26         |            | 26         | 1.173                     | 9       | 35        | 54        | 22         |
| 1999 | 35.847      | 155.000     | 23,1        | 18         | 1          | 17         | 1.991                     | 12      | 27        | 48        | 21         |
| 2000 | 36.900      | 158.000     | 23,4        | 17         | 1          | 16         | 2.170                     | 12      | 23        | 51        | 21         |
| 2001 | 37.600      | 161.000     | 23,4        | 15         |            | 15         | 2.506                     | 12      | 23        | 47        | 21         |
| 2002 | 37.575      | 161.000     | 23,3        | 17         | 1          | 16         | 2.210                     | 11      | 25        | 47        | 21         |
| 2003 | 37.973      | 137.675     | 27,6        | 21         | 2          | 19         | 1.808                     | 11      | 26        | 48        | 21         |
| 2004 | 38.356      | 137.675     | 27,9        | 20         | 2          | 18         | 1.917                     | 11      | 23        | 49        | 21         |
| 2006 | 40.000      | 144.000     | 27,8        | 18         | 2          | 16         | 2.222                     | 9       | 18        | 47        | 21         |
| 2013 | 41.365      | 168.400     | 24,6        | 17         | 4          | 13         | 2.433                     | 8       | 14        | 46        | 11         |
| 2016 | 42.570      | 180.000     | 23,6        | 16         | 3          | 13         | 2.660                     | 13      | 17        | 48        | 11         |
| 2019 | 45.000      | 183.000     | 24,6        | 12         | 2          | 10         | 3.750                     | 11      | 11        | 41        | 9          |
| 2021 | 46.000      | 185.000     | 24,9        | 11         | 3          | 8          | 4.181                     | 11      | 8         | 38        | 10         |
| 2023 | 49.000      | 187.000     | 26,2        | 12         | 3          | 9          | 4.083                     | 7       | 9         | 36        | 9          |